# Apostolische Präfektur Chocó
Die Apostolische Präfektur Chocó (lat.: Apostolica Praefectura Choco) war eine in Kolumbien gelegene römisch-katholische Apostolische Präfektur mit Sitz in Quibdó. 

## Geschichte
Die Apostolische Präfektur Chocó wurde am 28. April 1908 durch Papst Pius X. aus Gebietsabtretungen des Bistums Antioquía errichtet. Am 14. November 1952 gab die Apostolische Präfektur Chocó Teile ihres Territoriums zur Gründung der Apostolischen Vikariate Istmina und Quibdó ab.
Die Apostolische Präfektur Chocó wurde am 17. Dezember 1952 durch Papst Pius XII. aufgelöst. Aus dem Territorium der Apostolischen Präfektur Chocó wurden die Bistümer Armenia und Pereira errichtet. 
Im Jahre 1950 lebten im Gebiet der Apostolischen Präfektur Chocó 100.000 Katholiken. Die Apostolische Präfektur war in sechs Pfarreien unterteilt und hatte 17 Priester.

## Apostolische Präfekten von Chocó
- Francesco Gutiérrez CMF, 1912–1930
- Francesco Sanz Pascual CMF, 1931–1952